# Djimon Hounsou
Djimon Hounsou (Cotonou, Benín, 24 d'abril de 1964), és un actor, director i model estatunidenc originari de Benin. És conegut pels seus papers a Gladiator, Amistad, Diamant de sang, L'illa, Forces especials o Never Back Down

## Biografia

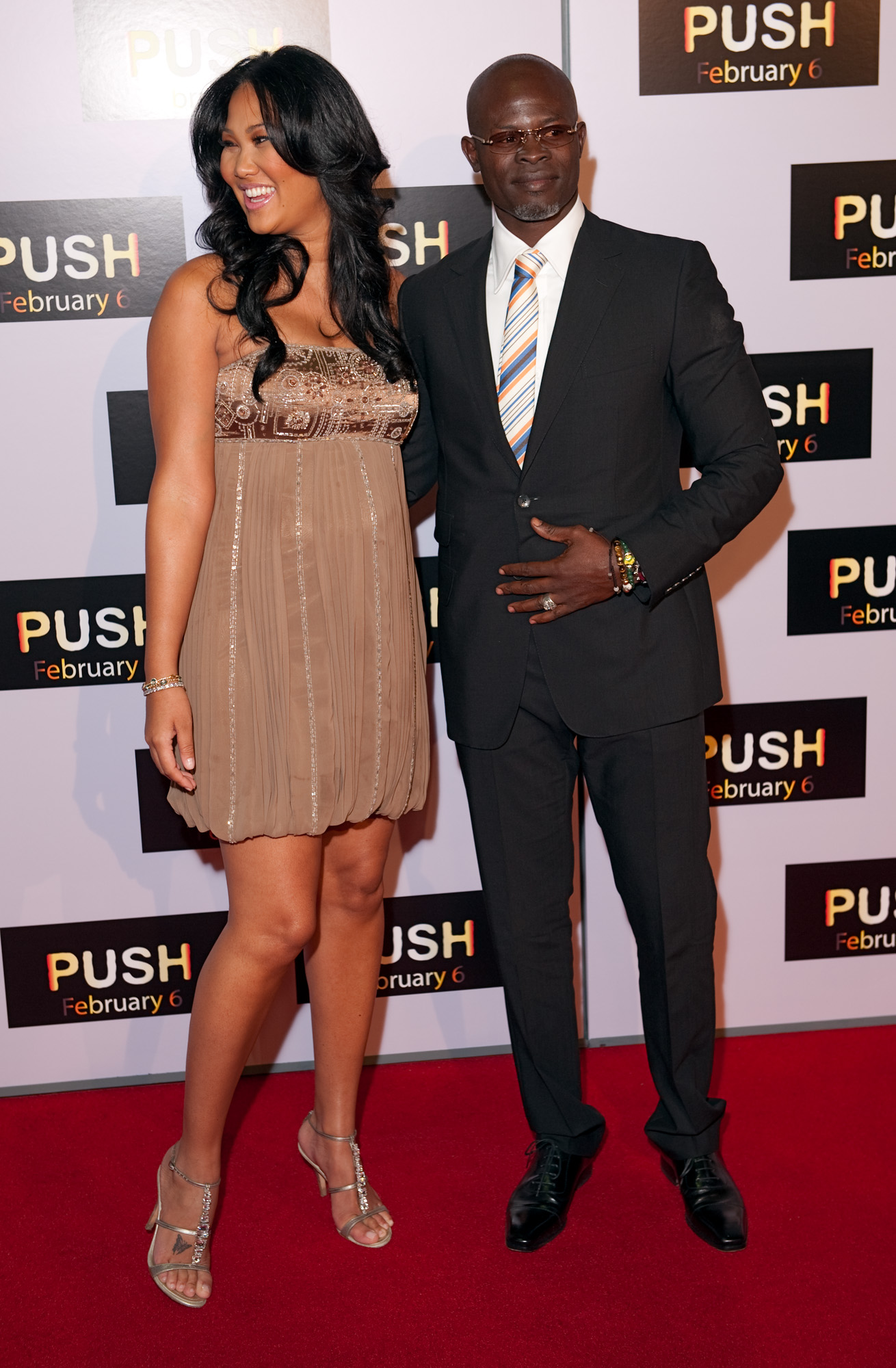
Al costat de la seva companya Kimora Lee, a l'estrena de Push, gener 2009

Djimon Hounsou arriba molt aviat a França. Només té 13 anys. Es troba a Lió amb els seus germans, que més tard aniran l'un a Brest i l'altre a Briva. Però no va bé en els estudis i es llança a fer de model, mogut pel seu bon físic. El maig de 1987, puja a París, a l'aventura. Després de setmanes difícils dormint al carrer, és descobert un matí rentant-se a la font de davant del centre Beaubourg, per una persona que treballava per a Thierry Mugler. El seu físic harmoniós li entra pels ulls. Serà fotògraf per Thierry Mugler. Gràcies a aquesta prestigiosa col·laboració treballa per a un àlbum de modista i roda tres clips dirigits per David Fincher: Roll With It (de Steve Winwood), Express Yourself (de Madonna) i Straight Up (de Paula Abdul). Posa igualment per al llibre de fotos de Herbert Ritts Men and women i participa en el vídeo de Janet Jackson, Love Will Never Do Without You.
Convertit en actor l'any 1990, té el seu primer paper aquell mateix any a Without You I'm Nothing, però no parlant pas encara l'anglès (parla ja el francès i diverses llengües gbe: el fon, el gun i la mina), té alguns problemes quan els diàlegs són modificats la vigília del rodatge.. Es troba dos anys més tard al thriller de Jonathan Kaplan, Obsession fatal, després l'any 1994 a Stargate de Roland Emmerich. Steven Spielberg, oferint-li el paper de Cinque a Amistad, li va proporcionar l'ocasió de tenir un primer paper, per al qual va ser nominat al Globus d'Or al millor actor dramàtic
Interpreta papers de combatent, company de Russell Crowe, a Gladiator (2000), de policia a  Boulet  (2002), de soldat sudanès a Les quatre plomes, de motard a Biker Boyz (2003) i de cap tribal a Lara Croft: Tomb Raider, el bressol de la vida. Jim Sheridan li permeten de variar el seus papers d'actor confiant-li el paper d'un misteriós artista pintor, veí d'una família irlandesa que acaba de desembarcar a Nova York, a In America (2004). Ha interpretat sota la direcció de Michael Bay el film de ciència-ficció L'illa (2005), així com Eragon, un film de fantasia heroica, estrenada l'any 2006, i on encarna el líder d'una comunitat que es rebel·la contra un rei tirànic. Actua igualment l'any 2006 a Diamant de sang, un film compromès d'Edward Zwick sobre el tràfic de pedres precioses sortides de conflictes africans, al costat de Leonardo DiCaprio.

## Filmografia

### Cinema
- 1992: Obsession fatal de Jonathan Kaplan: presoner a la platja
- 1994: Stargate de Roland Emmerich: Horus
- 1997: Amistad de Steven Spielberg: Cinque
- 1998: Deep Rising de Stephen Sommers: Vivo
- 2000: Gladiator de Ridley Scott: Juba
- 2002: L'embolat El Boulet d'Alain Berbérian: l'inspector Youssouf
- 2002: Les quatre plomes de Shekhar Kapur: Abou Fatma
- 2002: La Porta del no retorn de Jean Odoutan: Nuhuru
- 2002: In America de Jim Sheridan: Mateo
- 2003: Lara Croft: Tomb Raider, el bressol de la vida de Jan de Bont: Kosa
- 2003: Biker Boyz de Reggie Rock Bythewood: Motherland
- 2004: Blueberry: L'experiència secreta de Jan Kounen: Woodhead
- 2005: Constantine de Francis Lawrence: Papà Midnite
- 2005: The Island de Michael Bay: Laurent
- 2005: Beauty Shop de Bille Woodruff: Joe
- 2006: Eragon de Stefen Fangmeier: Ajihad
- 2006: Diamant de sang (Blood Diamond) d'Edward Zwick: Solomon Vandy
- 2008: Never Back Down de Jeff Wadlow: Jean Roqua
- 2009: Push de Paul McGuigan: Agent Henry Carver
- 2010: The Tempest de Julie Taymor: Caliban
- 2011: Bangkok Revenge de Prachya Pinkaew: Curtie Church
- 2011: Forces especials de Stéphane Rybojad: Kovaks
- 2013: Destinació Love de David E. Talbert: Quinton Jamison
- 2014: Dracs 2 de Dean Deblois: Drago Bludvist (veu)
- 2014: Els Guardians de la Galàxia de James Gunn: Korath
- 2014: El setè fill (original: Седьмой сын, Sedmoi sin) de Serguei Bodrov: Radu
- 2015: Aire de Christian Cantamessa
- 2015: Fast and Furious 7 de James Wan: Mose Jakande
- 2015: Els Dossiers secrets del Vatican de Mark Neveldine: Vicar Imani
- 2016: La llegenda de Tarzan de David Yates: el cap Mbonga
- 2017: King Arthur: Legend of the Sword de Guy Ritchie: Bédivère
- 2017: Aquestes diferències que apropen de Michael Carney: Denver Moore
- 2018: Aquaman de James Wan: Fisherman King Ricou
- 2019: Serenity de Steven Knight: Duke
- 2019: Captain Marvel d'Anna Boden i Ryan Fleck: Korath el Perseguidor
- 2019: Shazam! de David F. Sandberg: El Mag
- 2019: Charlie's Angels d'Elizabeth Banks: Bosley
- 2020: The King's Man de Matthew Vaughn: Neil Kenlock
- 2020: A Quiet Place: Part II de John Krasinski

### Televisió
- 1990: Beverly Hills
- 1998: Urgències: Mobalage Ekabo
- 2003: Àlias: Kazari Bomani
- 2016: Wayward Pines: CJ Mitchum

## Premis i nominacions

### Premis
- 1998: Premi NAACP Image al millor actor principal en un drama històric per a Amistad (1998).
- 9a cerimònia de les cerimònia dels Satellite 2004: Millor actor secundari a un drama per a In America (2002).
- 2007: Premi NAACP Image al millor actor secundari en un thriller dramàtic per a Blood Diamond (2007).

### Nominacions
- 55e cerimònia de als Globus d'Or 1998: Globus d'Or al millor actor dramàtic a un drama històric per a Amistad (1998).
- 76a cerimònia dels Oscars 2004: Oscar al millor actor secundari en un drama històric per a In America (2004).
- Oscars: Millor actor secundari en un thriller dramàtic per a Diamant de sang (2007).
- Premis Screen Actors Guild: Millor actor a un segon paper a un thriller dramàtic per a Diamant de sang (2007).